# Le Casse-tête de Tsuranga
Le Casse-tête de Tsuranga (The Tsuranga Conundrum) est le cinquième épisode de la onzième saison de la seconde série télévisée britannique Doctor Who. Il est diffusé le 4 novembre 2018 sur la chaîne de télévision britannique BBC One.

## Accroche
Le Docteur, Ryan, Graham et Yaz sont blessés par l'explosion d'une mine sonique. À leur réveil, ils sont indemnes, au soin du personnel d'un vaisseau médical presque entièrement automatisé qui les emmène loin du TARDIS. Déterminée à retourner vers son vaisseau, le Docteur voit cependant le vaisseau être attaqué de l'intérieur et détruit peu à peu.

## Distribution
Sauf indication contraire, les informations mentionnées dans cette section peuvent être confirmées par la base de données cinématographiques IMDb,  présente dans la section « Liens externes ».
- Jodie Whittaker : Treizième Docteur
- Mandip Gill : Yasmin Khan
- Tosin Cole : Ryan Sinclair
- Bradley Walsh : Graham O'Brien
- Doc Brown (en)[1] : Durkas Ciceron
- Brett Goldstein[1] : le docteur Astos
- Suzanne Packer (en)[1] :  générale Eve Ciceron
- Lois Chimimba[1] : la docteur Mabli
- David Shields : Ronan
- Jack Shalloo : Yoss

## Résumé
Partis sur une planète située dans une galaxie poubelle, à la recherche d'objets, le Docteur et ses compagnons tombent sur une mine sonique qui se déclenche. Ils se réveillent alors dans une salle de diagnostics gérée par deux docteurs : Astos et Mabli. En voulant retourner au Tardis, le Docteur rencontre les autres protagonistes : la générale Eve Cicéron, célèbre pilote dans une guerre du 67e siècle, ainsi que son androïde Ronan et son frère, un ingénieur, et un homme enceint, sur le point d'accoucher (c'est une espèce extraterrestre).
Le Docteur réalise alors qu'ils sont dans un vaisseau depuis quatre jours, et se décide à aller dérouter l'appareil. Elle se rend avec Astos dans la salle de contrôle et découvre que le vaisseau est en fait contrôlé à distance pour les mener sur la station spatiale Rhésus 1. À ce moment, un objet non identifié franchit les boucliers et arrive au vaisseau. Il passe sur la capsule de secours bâbord, puis tribord et entraîne des dysfonctionnements dans le vaisseau. Le Docteur et Astos se séparent pour aller au niveau de chaque capsule, mais alors que le Docteur se rend compte que la capsule bâbord a été éjectée, Astos rentre dans la cabine tribord, celle-ci se referme et il meurt, envoyé dans l'espace.
Le Docteur arrive et découvre un alien en train de manger des composants du vaisseau. Il s'enfuit avec ses compagnons et Mabli, et grâce à la base de données, ils découvrent qu'il s'agit d'un Pting, une espèce capable d'avaler n'importe quoi de non organique et que l'on ne peut qu'étourdir. Le Docteur convoque alors tout le monde à la salle de diagnostics pour avoir le temps de réfléchir à son plan. En avertissant Yoss, Yaz et Ryan apprennent qu'il compte abandonner son enfant. Ce qui désole Ryan, car cela lui rappelle son père.
Dans la salle, le Docteur demande à Ronan et Yaz de protéger le réacteur à l'antimatière du vaisseau, pendant qu'elle cherchera comment rejoindre au plus vite Rhésus 1 en passant à travers la ceinture d'astéroïdes avec Eve et son frère. Au même moment, Yoss commence à perdre les eaux. Il part donc en salle d'accouchement avec Mabli, ainsi que Ryan et Graham, à qui il demande de venir car il a besoin d'être entouré d'hommes pour le soutenir selon lui.
Ronan et Yaz parviennent à éloigner l'extraterrestre une première fois en le sonnant, pendant que Durkas permet au vaisseau d'être piloté par la pensée pour que sa sœur les mène à Rhésus 1. Auparavant, le Docteur fait avouer à Eve qu'elle est atteinte d'une maladie grave, qui devrait la tuer rapidement. Le Docteur finit par comprendre que ce qui intéresse le Pting est l'énergie. Elle va alors récupérer la bombe qui permet l'autodestruction du vaisseau et la déclencher depuis le sas de la capsule de secours. Le Pting accourt vers la bombe, l'avale et se fait éjecter par le Docteur. Pendant ce temps, dans la salle de contrôle, Eve meurt aux commandes du vaisseau et son frère reprend la trajectoire. De leur côté, Bryan et Graham participent à l'accouchement de Yoss, et Ryan persuade Yoss de garder son enfant. L'épisode se termine avec l'arrivée sur la station, où l'on apprend qu'après un temps de quarantaine, le Docteur pourra prendre un téléporteur pour se rendre au Tardis.